# IAR 99
IAR-99 «Шойм» (рум. şoim — сокіл) — румунський навчально-бойовий літак та легкий штурмовик, розроблений INCAS для заміни у ВПС Румунії навчально-бойових літаків Л-29 та Л-39. Літак може проводити оптичну розвідку за допомогою фотообладнання у спеціальному контейнері типу SMTR, що встановлюється на вузлі підвіски.
Літак надійшов на озброєння ВПС Румунії 1987 року.

## Історія створення
Перший прототип IAR 99 здійснив свій перший політ 21 грудня 1985.
У 1987 році ВПС Румунії замовили 20 IAR 99. Незабаром було замовлено ще 30 літаків. Однак до 1991 вдалося передати замовнику лише 6 IAR 99 з другої серійної партії.
У 1992 році було представлено модернізовану версію IAR-109 Swift, оснащену ізраїльською авіонікою. У 1994 році випробування цієї модифікації було припинено.
У 1996 році був представлений модернізований навчально-бойовий літак, який отримав назву IAR 99C "Şoim". Перший політ IAR 99C "Şoim" відбувся 22 травня 1997 року. Літаки старої модифікації отримали назву IAR 99 Standard.
У 2003 році у ВПС Румунії було поставлено 4 нових IAR 99C «Şoim».
У 2004 році ВПС Румунії було передано перший УБС з нової партії з восьми IAR 99C «Şoim».

## Модифікації
- IAR 99 Standard — (№№ 701-708; 715-716)
- IAR 99C «Şoim» — (№№ 709; 711-713; 717; 719-720; 722-725)

## Аварії та катастрофи
| Дата       | Бортовий номер | Місце катастрофи | Жертви | Короткий опис |
| ---------- | -------------- | ---------------- | ------ | --- |
| 23.08.2012 | н/д            | м. Крайова       | 1/2    | Літак здійснював тренувальний політ і розбився незабаром після взльоту, в 500 метрах на північ від злітно-посадкової смуги. Пілот в результаті аварії загинув. Інструктор катапультувався і був госпіталізований. |

## Оператори
Румунія — 10 IAR-99 Standard та 11 IAR-99C «Şoim», станом на 2014 рік.